# Michael Efevberha
Michael James Efevberha (Pomona (California), 22 de agosto de 1984) es un jugador de baloncesto estadounidense con nacionalidad nigeriana que juega de escolta y pertenece a la plantilla del JA Vichy-Clermont de la Pro B francesa.

## Carrera
Efevberha es un escolta que también puede jugar de base, formado a caballo entre Cal State Northridge Matadors y UC Irvine Anteaters. Tras no participar en el Draft de 2006, se convertiría en un trotamundos del baloncesto mundial al formar parte de equipos de países como Suiza, Nueva Zelanda, República Checa, Rusia, Líbano, Corea del Sur, entre otros.
En noviembre de 2018, se marcharía a Israel para jugar en las filas del Bnei Herzliyade la liga de Israel, equipo en el cual firmaría un contrato por tres temporadas.